# ドナルドの大当たり
『ドナルドの大当たり』（ドナルドのおおあたり、原題：Lucky Number）は、ウォルト・ディズニー・プロダクション（現：ウォルト・ディズニー・カンパニー）が製作した1951年7月20日公開のアニメーション短編映画作品。ドナルドダック・シリーズの第100作である。

## あらすじ
ガソリンスタンドで働くドナルドと3人の甥っ子達。ある時、ラジオからスーパーカーの当選番号の発表が流れる。抽選券を持って、期待を膨らませるドナルドだが惜しくも外れる。しかし、実は手違いで当たっていたのである。それを聞いていた甥っ子達はドナルドを驚かそうと内緒で取りに行くのだが…。

## スタッフ
- 製作：ウォルト・ディズニー
- 監督：ジャック・ハンナ
- 原画：：ビル・ジャスティス、ヴォルス・ジョーンズ、ボブ・チャールソン、ジョージ・クレイス
- エフェクト原画：ブレイン・ギブソン
- 脚本：ニック・ジョージ、ビル・バーグ
- 美術：エール・グレイシー
- 背景：テルマ・ウィトマー
- 音楽：ポール・スミス

## キャスト
| キャラクター   | 原語版               | 旧吹き替え版 | 新吹き替え版 |
| -------------- | -------------------- | ------------ | ------------ |
| ドナルドダック | クラレンス・ナッシュ | 関時男       | 山寺宏一     |
| ヒューイ       | クラレンス・ナッシュ | 土井美加     | 坂本千夏     |
| デューイ       | クラレンス・ナッシュ | 後藤真寿美   | 坂本千夏     |
| ルーイ         | クラレンス・ナッシュ | 下川久美子   | 坂本千夏     |
| ラジオの司会   | ?                    | ?            | ?            |
| ナレーター     | -                    | 土井美加     | -            |